# Quebrada Doña María
La quebrada Doña María es la corriente hídrica más importante del suroccidente de Medellín y del municipio de Itagüí. Nace en el Cerro del Padre Amaya en San Antonio de Prado a 3150 m s. n. m., y Medellín ocupa la parte alta y media de su cuenca. La parte baja la ocupa el perímetro urbano de Itagüí donde es un gran referente ambiental, y donde desemboca en el Río Medellín a 1514 m s. n. m..

## Cauce y hechos históricos
La quebrada Doña María es la cuenca principal de San Antonio de Prado, la cual ayuda en la red productora de agua potable abasteciendo así a este corregimiento, además de a Itagüí, a sus corregimientos y a sus industrias.
La Doña María se ve afectada y causa inundaciones ocasionalmente debido a la invasión de su curso, la contaminación de deshechos, los químicos y desechos de industrias y la explotación de materiales como arena y grava.
Actualmente la quebrada Doña María presenta altos niveles de contaminación por ser el principal punto de desechos del municipio de Itagüí, y más teniendo en cuenta que es un municipio en su mayoría industrial.
El presente y el futuro de esta quebrada están marcados por los alumbrados anuales navideños que reúnen a miles de medellinenses para apreciar su belleza. Por otra parte, el proyecto del sistema metroplús planea bordear la cuenca, atravesando entre muchos puntos el parque del artista (gran punto de encuentro que permite apreciar la quebrada), y con esto se busca crear una mejor conexión del municipio con el resto del área metropolitana, integrando más a los ciudadanos.

### Afluentes
La quebrada Doña María posee un gran número de afluentes entre los que se destacan las quebradas La Astillera, Guapante, Cajones, Potreritos, Los Vallados, Yerbabuena, Sorbetana, La Despensa, El Órgano, La Limona, La Sardina, La Tablaza, Charco Hondo, Cabuyala, entre otras.